# 京都府道8号福知山綾部線
京都府道8号福知山綾部線（きょうとふどう8ごう ふくちやまあやべせん）は、京都府福知山市を起点とし綾部市に至る府道（主要地方道）である。

## 概要
JR山陰本線および由良川の南側を並走している。福知山市と綾部市を結ぶ主要な幹線道路であり、それに加え国道9号と国道27号を結んでいるため、交通量は多い。
その他、沿線の福知山市石原地区では福知山市の土地区画整理事業により、道路の改良が行われた。

### 路線データ
- 起点：福知山市堀
- 終点：綾部市味方町久保勝

## 歴史
- 1993年（平成5年）5月11日 - 建設省から、府道福知山綾部線が福知山綾部線として主要地方道に指定される[1]。

## 地理

### 通過する自治体
- 福知山市
- 綾部市

### 交差する道路
| 交差する道路                                                                 | 市町村名 | 交差する場所           | 交差する場所      |
| ---------------------------------------------------------------------------- | -------- | ---------------------- | ----------------- |
| 国道9号 / 福知山道路 国道175号 / 福知山道路 重複 国道176号 / 福知山道路 重複 | 福知山市 | 堀東堀                 | 西堀交差点 / 起点 |
| 京都府道55号舞鶴福知山線                                                     | 福知山市 | 堀東堀                 | 松縄手交差点      |
| 京都府道524号石原停車場戸田線 重複区間起点                                   | 福知山市 | 土                     | 東野町交差点      |
| 京都府道525号石原多保市線                                                    | 福知山市 | 石原（いさ）           | 石原交差点        |
| 京都府道524号石原停車場戸田線 重複区間終点                                   | 福知山市 | 石原                   |                   |
| 京都府道9号綾部大江宮津線 京都府道522号三俣綾部線                            | 綾部市   | 大島町                 | 鳥ヶ坪交差点      |
| 兵庫県道・京都府道709号中山綾部線                                            | 綾部市   | 駅前通                 | 綾部駅前交差点    |
| 京都府道77号綾部インター線                                                   | 綾部市   | 川糸町                 | 川糸交差点        |
| 国道27号                                                                     | 綾部市   | 味方町（みかたちょう） | 味方交差点 / 終点 |

### 沿線にある施設など
- 京都府立福知山高等学校・附属中学校
- 福知山市立雀部小学校
- 京都府立工業高等学校
- 福知山市立遷喬小学校
- JR山陰本線 石原駅
- 福知山警察署石原交番
- 京都協立病院
- JR山陰本線 高津駅
- 綾部ルネス病院
- 綾部市立中筋小学校
- 中筋保育園
- 綾部市立中筋幼児園
- 京都府立綾部高等学校
- 綾部市立市民ホール
- 綾部警察署
- 綾部市立綾部中学校
- 綾部郵便局
- JR山陰本線・舞鶴線 綾部駅
- 綾部警察署綾部駅前交番
- 綾部市役所
- 京都府立綾部高等学校東分校